# Concertante voor piano (linkerhand) en orkest
Het Concertante voor piano (linkerhand) en orkest is een compositie van Arnold Bax. Het is binnen een totaal van bijna 400 werken een van zijn laatste die hij zou schrijven.
In tegenstelling tot Maurice Ravel en Erich Korngold schreef Bax zijn werk niet voor een muzikaal oorlogsslachtoffer uit de Eerste Wereldoorlog. Hij schreef het in eerste instantie voor pianiste Harriet Cohen, die tijdelijk haar rechterhand niet kon gebruiken als gevolg van een ongelukje in het huishouden (glasschreven in de rechterpols). Opmerkelijk daarbij is dat Bax net geweigerd had te trouwen met Harriet Cohen (1948). Bax had het werk de titel Concerto voor orkest en piano (linkerhand) meegegeven. Cohen gaf onder leiding van John Barbirolli en begeleid door het Hallé Orchestra de première op 4 juli 1950. Toen het werk in juli 1950 op de lessenaar stond tijdens de Proms-concerten onder leiding van dirigent Malcolm Sargent had het haar huidige titel. De concertante werd door de gelegenheid waarvoor het geschreven was nauwelijks populair. Cohen stopte met concerteren in ongeveer 1950, Bax overleed in 1953.
De titel verwijst naar de kleine concertovorm die Bax hanteerde. Het concert is met circa 25 minuten relatief kort en ook de samenstelling van het begeleidend symfonieorkest is beperkt (minder koperblazers dan normaal). Het werk kent de driedelige opzet van het concert (snel, langzaam, snel):
- Allegro moderato
- Moderato tranquillo
- Rondo: Allegro moderato

Het werk bleef zodanig op de achtergrond, dat het nimmer officieel is uitgegeven. Bij de plaatopname van 1998 moest de soliste van dienst Margaret Fingerhut de originele opname met Cohen erbij halen om tot opname te kunnen komen. Cohen had de door haar ingevoerde wijzigingen niet in de partituur opgenomen. Bax schreef zelf over dit werk, dat hij moeite had iets interessants voor alleen de linkerhand te schrijven, dat zijn compositietechniek voor pianoconcerten "roestig" was (hij kwam slechts tot een onvoltooid Concertino voor piano en orkest) en dat de relatief kleine hand(-en) van Cohen hem in de weg zaten.